# 木蘭郡
木蘭郡是梁代所設置的一個郡，舊曰西充國，西魏廢郡，改縣名晉城縣。有閬水。在今閬中縣木蘭鎮附近。